# Rivière Rimouski
Der Rivière Rimouski (französisch; in Québec) oder Rimouski River (englisch; in New Brunswick) ist ein Fluss in der MRC Rimouski-Neigette (Verwaltungsregion Bas-Saint-Laurent) der kanadischen Provinz Québec. Das Quellgebiet liegt in der Provinz New Brunswick unweit der Provinzgrenze.

## Flusslauf
Der Fluss hat seinen Ursprung in den Monts Notre-Dame in dem kleinen See Miller Lake jenseits der Provinzgrenze in New Brunswick. Von dort fließt er zum nordöstlich gelegenen Lac Rimouski, den er durchströmt. Er fließt ein Stück weiter nach Norden bis zum Zusammenfluss mit dem Rivière Rimouski Est. Danach wendet er sich nach Westen. Der Oberlauf des Flusses befindet sich innerhalb des Réserve faunique de Rimouski. Nahe der Ortschaft La Trinité-des-Monts ändert der Rivière Rimouski erneut seine Richtung. Er fließt nun in überwiegend nördlicher Richtung. Südwestlich von Saint-Narcisse-de-Rimouski durchfließt der Rivière Rimouski die Schlucht Canyon des Portes de l’Enfer. Schließlich erreicht er die gleichnamige Stadt Rimouski am Südufer des Sankt-Lorenz-Strom-Ästuars.
Der Rivière Rimouski hat eine Länge von 113 km. Er entwässert ein Areal von 1621 km². Der mittlere Abfluss beträgt 30 m³/s.

## Wasserkraftanlagen
Am Südrand von Rimouski nahe der Autoroute 20 betreibt Boralex seit 1996 ein Laufwasserkraftwerk (⊙) mit einer installierten Leistung von 3,5 MW. 
Die Fallhöhe beträgt 20,9 m.